# Problema da medição
O problema da medição, em mecânica quântica, é um problema não resolvido de como acontece o colapso da função de onda. A incapacidade de observar esse processo diretamente deu origem às diversas interpretações da mecânica quântica, e possuiu um conjunto chave de questões que cada interpretação devem responder. A função de onda, na mecânica quântica, evolui de acordo com a equação de Schrödinger em uma superposição linear de diferentes estados, mas a medida real sempre encontra o sistema físico em um estado definitivo. Qualquer evolução futura é baseada no estado do sistema que foi descoberto ao se realizar a medição, significando que a medição "fez alguma coisa" sobre o processo em questão.
Sistemas quânticos podem ser descritos por uma função de estado que evolui de maneira linear e determinística, segundo a equação de Schrödinger. Uma outra maneira de o sistema evoluir é passar instantaneamente, durante o processo de medição, de uma superposição de auto-estados para um auto-estado específico. A primeira forma de evolução não traz problema algum, sendo compatível com o eletromagnetismo de Maxwell e também com a física newtoniana. Para a segunda forma, cria-se um problema ainda não resolvido pela teoria quântica (TQ): como acontece o colapso da função de onda, onde a superposição colapsa num auto-estado? Este problema é conhecido como “o problema da medição”. As raízes do problema encontram-se nos primórdios da física quântica, discutido pelos fundadores da teoria, como Niels Bohr, Albert Einstein e Erwin Schrödinger, entre outros.
Em 1932, John Von Neumann introduziu um postulado, que denominou de “postulado de projeção” aquilo que na literatura era conhecido como “redução do pacote de onda”. Pelo postulado, a equação de Schrödinger não teria validade durante os processos de medição. Teríamos então dois processos: na ausência de medição, o processo seria regido pela equação de Schrödinger, evoluindo de modo linear, contínuo e determinístico; no outro, durante a medição, o processo evoluiria regido pelo postulado de projeção, sendo não-linear, descontínuo e probabilístico.
O Problema da Medição é, segundo alguns físicos, uma prova da incompletude da teoria quântica porque não consegue tratar adequadamente esses dois processos. Para outros, dentre eles o próprio Bohr, o problema nem sequer existe, pois esta é uma característica especial do processo de "medição".
O Princípio da Incerteza, formulado por Werner Heisenberg, estabelece que a posição e o momento de uma partícula (assim como tempo e energia) são grandezas conjugadas e não se pode precisar, simultaneamente, o valor de uma sem perda de precisão, proporcional, no valor da outra. Isso está relacionado com diversas situações da TQ, dentre elas o problema da medição.
Para certas interpretações da mecânica quântica, A função de onda evolui de acordo com a equação de Schrödinger em uma superposição linear de diferentes estados, mas, durante o processo de medição, a medida real sempre encontra o sistema físico em um estado definido. Qualquer evolução futura é baseada no estado do sistema que foi revelado ao se realizar a medição, significando que a medição "fez alguma coisa" sobre o processo em questão, provocando o colapso da função. Contudo, quando a função de onda colapsa, da perspectiva de um observador, o estado parece "pular" de uma superposição de auto-estados para aquele auto-estado em particular. Após o colapso, o sistema continuará evoluindo de acordo com a equação de Schrödinger. No entanto, a equação não faz qualquer alusão à causa do colapso. Fala apenas que o auto-estado é descrito por um vetor unitário, sendo que este auto-estado está associado a um autovalor. O vetor guarda as probabilidades para o resultado de todas as possíveis medições aplicadas ao sistema. Como o colapso acontece fica fora da explicação. Einstein e Schrödinger defendiam, junto com outros físicos, a incompletude da teoria por não relacionar satisfatoriamente esses aspectos à sua base; Bohr, um dos fundadores da teoria, no entanto, afirmava que a teoria quântica estava completa e que ela poderia dizer tudo o que era possível dizer sobre o sistema.
O Gato de Schrödinger. Numa experiência mental, um gato vivo, átomos de um elemento químico que sofre decaimento espontâneo a um dado intervalo de tempo, um frasco contendo veneno e um contador Geiger são postos em uma caixa lacrada. Se o contador Geiger detectar radiação, o frasco é quebrado, libertando o veneno, matando o gato. Quando se abre a caixa depois de um intervalo de tempo, devemos encontrar o gato vivo ou morto? Segundo a teoria quântica, teríamos a probabilidade de 50% de encontrar o gato vivo e de 50% de probabilidade de encontrar o gato morto. Poderíamos, então, encontrar uma superposição desses estados (auto-estados), o gato vivo-morto. Mas isso nunca é verificado. Sempre que abrirmos a caixa, ou o gato estará vivo, ou estará morto. Perguntas ainda em aberto questionam o que acontece no instante em que um evento colapsa, como, por exemplo, quando abrimos a caixa e encontramos o gato num auto-estado (um estado bem definido) ou vivo ou morto. O que força o colapso para um auto-estado? Por que não vemos uma superposição de estados (gato vivo-morto) “onde o vetor de estado do gato estaria emaranhado com aquele de um sistema microscópico, tal como um átomo”? O que acontece na transição do mundo microscópico para o macroscópico? “A impressão é que, na ausência de mecanismos internos à teoria capazes de justificar a não-ocorrência de certas superposições na escala macroscópica, a validade universal da mecânica quântica seria posta em questão justamente por nossas experiências mais familiares.” (OSNAGHI, 2005).
Noutra experiência mental, que ficou conhecida como paradoxo EPR, formulado por Einstein, Podolsky e Rosen, estes cientistas demonstraram que o resultado de uma medição realizada em uma parte do sistema quântico poderia ter um efeito instantâneo no resultado de uma medição realizada em outra parte (ou mais radicalmente, sequer seria necessária a sua medição para se saber o resultado) independentemente da distância que separa as duas partes. No experimento EPR tem-se uma fonte emissora de pares de elétrons, com um elétron enviado para o destino A, onde existe uma observadora chamada Alice, e outro elétron é enviado para o destino B, onde existe um observador chamado Bob. De acordo com a mecânica quântica, podemos arranjar nossa fonte de forma tal que cada par de elétrons emitido ocupe um estado quântico conhecido como singleto. Isto pode ser visto como uma superposição quântica de dois estados; sejam eles I e II. No estado I, o elétron A tem spin apontado para cima ao longo do eixo z (+z) e o elétron B tem seu spin apontando para baixo ao longo do mesmo eixo z (-z). No estado II, o elétron A tem spin -z e o elétron B, +z. Quando Alice mede o spin no eixo z ela pode obter duas possíveis respostas: +z ou -z. Suponha que ela obteve +z. O estado quântico do sistema colapsou para o estado I. O estado quântico determina a probabilidade das respostas de qualquer medição realizada no sistema. Neste caso, se Bob a seguir, medir o spin no eixo z, ele obterá -z com 100% de certeza. Similarmente, se Alice obtiver -z, Bob terá +z. Não há, certamente, nada de especial quanto à escolha do eixo z. Por exemplo, suponha que Alice e Bob agora decidam medir o spin no eixo x. O estado singleto do spin deve estar exprimido igualmente bem como uma superposição dos estados de spin orientados na direção x. Chamemos tais estados de Ia e IIa. No estado Ia, o elétron de Alice tem o spin +x e o de Bob, -x. No estado IIa, o elétron de Alice tem spin -x e o de Bob, +x. Portanto, se Alice mede +x, o sistema colapsa para Ia e Bob obterá -x. Por outro lado, se Alice medir -x, o sistema colapsa para IIa e Bob obterá +x.
Na mecânica quântica, o spin x e o spin z são "observáveis incompatíveis", significa que o princípio da incerteza de Heisenberg está operando sobre eles (um estado quântico não pode possuir um valor definido para ambas as variáveis). Suponha que Alice meça o spin z e obtenha +z, com o estado quântico colapsando para o estado I. Agora, ao invés de medir o spin z também, suponha que Bob meça o spin x. De acordo com a mecânica quântica, quando o sistema está no estado I, a medição do spin x de Bob terá uma probabilidade de 50% de produzir +x e 50% de -x. Além disso, é fundamentalmente impossível predizer qual resultado será obtido até o instante em que Bob realize a medição. Os autores argumentavam que a descrição quântico-mecânica, fornecida pelas funções ondulatórias não era completa “porque violava a pressuposição da localidade”, entendida como base de qualquer teoria em concordância com a Teoria da Relatividade Especial. Ademais, argumentaram que a posição e o momento de uma das partículas poderiam ser considerados "elementos [simultâneos] de realidade”.
Em 1964, John Stuart Bell formulou um teorema, conhecido como Teorema de Bell, onde derivou uma desigualdade cujo valor era violado por certas situações da teoria quântica e derrubava a possibilidade de existência de Teorias de Variáveis Ocultas (TVO's) Locais. Esse fato foi importante para que se abrisse a possibilidade de testar experimentalmente a teoria quântica para além de sua já bem-sucedida capacidade de previsão, além claro, de derrubar a localidade, base do argumento EPR.
Na interpretação de muitos mundos, ou "estados relativos", Hugh Everett contornou o problema da medição descartando o processo de colapso, pela reformulação da relação entre o aparato de medição e o sistema, de tal forma que uma linha das leis da mecânica quântica seja universal, ou seja, os sistemas quânticos evoluiriam de modo linear e deterministicamente, de acordo com a equação de Schrödinger. Para Everett, o universo como um todo deveria ser descrito por uma única função de onda. O aparente "colapso" que ocorre durante as medições seria uma ilusão ligada à nossa "trajetória de configurações de memória".
Por fim, temos a entrada em cena de Eugene P. Wigner. Em seu trabalho sob o título “The Problem of Measurement”, ele introduziu um paradoxo que ficou conhecido como “paradoxo do amigo de Wigner”, pelo qual “a presença de um observador consciente em um processo físico de medição leva a resultados diferentes (isso em termos da descrição fornecida pela TQ)”. Ele propõe que a medição ocorre, e a função de onda colapsa, quando um observador consciente vira-se para [olhar] o estado do aparato de medição. Nesse ponto de vista, o cérebro é descrito de maneira ordinária dentro da mecânica quântica, mas a mente não; esta não estaria sujeita às leis da física. Assim, qualquer ato de olhar (observar) é tido como uma medição.